# Nepean—Carleton
Pour les articles homonymes, voir Carleton.
Circonscription électorale fédérale du Canada
Nepean—Carleton est une ancienne circonscription électorale fédérale et provinciale en Ontario (Canada).

## Circonscription fédérale
La circonscription comprenait une région du sud d'Ottawa. 
Les circonscriptions limitrophes étaient Ottawa-Ouest—Nepean, Ottawa-Sud, Ottawa—Orléans, Glengarry—Prescott—Russell, Stormont—Dundas—South Glengarry, Leeds—Grenville, Lanark—Frontenac—Lennox and Addington et Carleton—Mississippi Mills.

### Résultats électoraux
|       | Candidat             | Parti        | # de voix | % des voix |
|       | (x) Pierre Poilievre | Conservateur | +43 477,  | 54,45 %    |
|       | Ryan Keon            | Libéral      | +20 146,  | 25,23 %    |
|       | Ric Dagenais         | NPD          | +12 962,  | 16,23 %    |
|       | Jean-Luc Cooke       | Vert         | +03 260,  | 4,08 %     |
| Total | Total                | Total        | 79 845    | 100 %      |

|       | Candidat             | Parti        | # de voix | % des voix |
|       | (x) Pierre Poilievre | Conservateur | +39 915,  | 55,84 %    |
|       | Ed Mahfouz           | Libéral      | +16 743,  | 23,42 %    |
|       | Phil Brown           | NPD          | +06 946,  | 9,72 %     |
|       | Lori Gadzala         | Vert         | +07 880,  | 11,02 %    |
| Total | Total                | Total        | 71 484    | 100 %      |

### Historique
La circonscription de Nepean—Carleton a été créée en 1976 avec des parties de Grenville—Carleton et d'Ottawa—Carleton. Abolie en 1987, elle fut redistribuée parmi Nepean, Carleton—Gloucester et Lanark—Carleton. La circonscription fut recréée en 1996 avec des parties de Nepean, Carleton—Gloucester, Lanark—Carleton et Ottawa-Sud.
1979 - 1988
1. 1979-1983 – Walter Baker, PC
2. 1984-1988 – Bill Tupper, PC

1997 - 2015
1. 1997-2004 – David Pratt, PLC
2. 2004-2015 – Pierre Poilievre, PCC

- PC = Parti progressiste-conservateur
- PCC = Parti conservateur du Canada
- PLC = Parti libéral du Canada

## Circonscription provinciale
Depuis les élections provinciales ontariennes du 4 octobre 2007, l'ensemble des circonscriptions provinciales et des circonscriptions fédérales sont identiques.
1. ↑  Élections Canada.